# 앨릭스 소여
앨릭스 소여(Alex Sawyer, 1993년 2월 13일 ~ )는 잉글랜드의 배우이다.

## 출연 작품
- 블러드 스크림 (2016)
- 하우스 오브 아누비스 시즌3 (2013)